# Marcos Mauricio Córdoba
Marcos Mauricio Córdoba (Buenos Aires, 19 novembre 1953) è un giurista e avvocato argentino.
La dottrina italiana sostiene “che costituisce la connessione tra la cultura giuridica argentina e la cultura giuridica italiana”.

## Biografia e carriera
Professore Emerito dell'Università di Buenos Aires. 12 luglio 2024.
Professore Ordinario presso la Facoltà di Giurisprudenza dell'Università di Buenos Aires in Elementi di diritto civile dal 2023 e in Diritto di famiglia e delle successioni dal 2002.
Ha conseguito Il titolo di Dottore di ricerca in giurisprudenza nel 1994 presso l'Università di Buenos Aires. La sua tesi di dottorato ha ottenuto il Premio Professore Eduardo Prayones (Miglior ricerca in diritto civile) e il Premio Facoltà con Risoluzione C.D. N° 11838/98 del 31 ottobre 1998 in qualità di autore della Tesi di Dottorato "Il Possesso Ereditario" che costituirà la "Migliore Tesi di Giurisprudenza",  tra quelle qualificate con 10 punti, di "merito eccezionale". “Un giurista che ha coltivato per tutta la vita i valori etici che sono alla base della struttura giuridica e della convivenza sociale. Ha anche reso possibile stabilire e condurre un dialogo accademico e professionale”.
Le principali istituzioni italiane hanno affermato: “Nel Consiglio Nazionale Forense abbiamo sempre apprezzato la tua attività e grazie al tuo intervento abbiamo istituito seminari per guardare del diritto latinoamericano e attraverso questi seminari, questi scambi comuni e questa ricerca comune cerchiamo di esprimere i migliori valori e troviamo nell'etica e il diritto come fondamento della convivenza sociale e anche le somiglianze e le differenze e soprattutto le radici comuni dell'Italia e dell'Argentina nell'ordinamento giuridico e nella nostra cultura.”
Ha detto l'ambasciatrice d’Italia in Argentina, Teresa Castaldo: “Il Prof. Córdoba ha contribuito moltissimo a consolidare la cooperazione tra Italia ed Argentina. Abbiamo apprezzato durante tanti anni il suo impegno nel rinforzo delle relazioni bilaterali ed, ultimamente, in occasione della visita del Consiglio Superiore della Magistratura d’Italia in Argentina.”
Alessio Zaccaria, professore ordinario di Diritto Civile della Università di Verona e Presidente della Commissione di Relazioni Internazionali del Consiglio Superiore della Magistratura d’Italia (2014-2019) ha detto: “La qualità scientifica dei suoi scritti, la portata del suo ammirevole impegno in tradurre nel piano del diritto i valori che dovrebbero distinguere la società tendente al progresso contemporaneo per quanto riguarda ai diritti fondamentali della persona ed ancora più tendente al progresso da un’ottica di forte valutazione dei diritti stessi, sono infatti ben conosciuti anche in Europa e soprattutto in Italia”.
Il Consiglio di amministrazione dell'Ordine degli avvocati della capitale federale, ai sensi della legge n. 18 del 5 marzo 2009, ha nominato il Presidente del Consiglio Nazionale Forense, il Prof. Guido Alpa e il Prof. Marcos M. Córdoba, presidente del Consiglio di Diritto Italo-Latinoamericano, essendo membri di numero i professori: Ubaldo Perfetti; Carlo Vermiglio; Lucio del Paggio, Emanuele Lucchini Guastalla, Pier Luigi Tirale, Giuseppe Tucci, Alejandro Laje, Fernando de la Rúa (Presidente della Repubblica Argentina e Professore di Diritto U.B.A.) e Viviana Kluger, tra gli altri.
La sua opera di diffusione della cultura giuridica italiana è stato altresì riconosciuta con motivo del ciclo “In-Genio italiano. L’arte italiana di innovare e costruire il futuro”, organizzato dall’Ambasciata d'Italia a Buenos Aires a 500 anni dalla morte di Leonardo da Vinci e con la partecipazione dell'Associazione dei Magistrati Nazionali della Repubblica Argentina.
È il professore argentino che ha gestito la laudatio academica del Presidente del Consiglio dei ministri della Repubblica Italiana quando Giuseppe Conte è atteso a Buenos Aires per partecipare al G20. Il Presidente del Consiglio ha ricevuto la laurea dottorato honoris causa dall'Università di Buenos Aires e dall’Università Abierta Interamericana.

## Attività scientifica e pensiero
È attribuito al giurista Marcos Córdoba la creazione della Scuola di Solidarietà Giuridica nella regione del suo paese, ispirato alla tradizione giuridica italiana. Nella sua dottrina sostiene che la solidarietà è un principio generale del diritto, affermazione sconosciuta dalla dottrina argentina, fino alla divulgazione del suo lavoro. Nel suo paese il suo pensiero ha ispirato l'attuazione di norme del diritto positivo che hanno costretto a una tutela giurisdizionale effettiva nelle questioni alimentari e all'inserimento nel Codice Civile e Commerciale Argentino dell'anno 2015 di protezioni specifiche per i disabili. Queste idee hanno generato in diversi paesi dell'Europa e dell'America.
Uno dei suoi contributi più preziosi permette di capire come dovrebbe essere costruito il diritto sull'idea del "vigore ibrido" che ha promosso esponendolo per la prima volta all'Università di Salisburgo, pur non essendone il suo ideatore poiché corrisponde al suo figlio veterinario, Marcos Ignacio Córdoba, il cui ha ispirato l'applicazione del vigore ibrido, originato dalla biologia, alle scienze sociali, sintetizzando che quando tutti gli individui pensano allo stesso modo, non vi è alcun arricchimento tra di loro, fintanto che se ognuno contribuisce con argomenti e conclusioni diversi, il potere di sostenere le forze originali influisce a rafforzare le sue basi o modificare la conclusione. Il termine non deve indurre a credere che qualsiasi contributo derivante da cause diverse possa migliorare in quanto ciò richiede un'applicazione scientifica rigorosa. I vari contributi culturali ricevuti in Argentina come conseguenza di molteplici immigrazioni, scientificamente organizzate sono giustificati in questo processo e quindi la loro influenza in America Latina.

## Onorificenze
- “Senatore Domingo F. Sarmiento”. In 2017 il Senato della Repubblica Argentina lo ha riconosciuto con la massima distinzione per la sua opera imprenditoriale destinata a migliorare la qualità della vita di suoi pari, delle istituzioni e delle sue comunità.[30][31][32]
- La Legge Nº 4871 della Città Autonoma di Buenos Aires lo nominò Personalità di Spicco delle Scienze Giuridiche il 5 dicembre 2013.[33][34]

- Medalla de Honor José Faustino Sánchez Carrión. Distinzione concessa dalla Corte Costituzionale della Repubblica del Perù, per la sua eccezionale carriera professionale e accademica, dedicata alla difesa dei principi e dei valori del costituzionalismo e alla difesa, promozione e diffusione dei diritti fondamentali. 28 novembre 2022.[35]

- Derecho Moderno, Liber Amicorum Marcos M. Córdoba, Editorial Rubinzal Culzoni, 2013. ISBN 978-987-30-0411-7. L'opera è stata dichiarata di "Interesse legale dall'Assemblea Legislativa della Città Autonoma di Buenos Aires per risoluzione 417/2016[36]
- Professore ad Honorem presso la Facoltà di Giurisprudenza dell'Università Cattolica dell'Uruguay. 10 novembre 2017
- Membro onorario dell'Accademia di diritto peruviana. 2014.[37][38]
- Professore Onorario dell'Università San Ignacio Loyola, Perù. 16 aprile 2015.
- Premio “Academia Nacional de Derecho y Ciencias Sociales de Córdoba”, 2008.[39][40]
- Premio “Maestro del Derecho”, Colegio Público de Abogados de la Capital Federal, 2009.[41]
- Galardón "Excelencia Académica", Universidad de Buenos Aires, 2015, 2018 e 2022.[42]
- Accademico corrispondente nella città di Buenos Aires dell'Academia Nacional de Derecho y Ciencias Sociales de Córdoba. 7 marzo 2023.
- Medaglia celebrativa del quarantennale dell’Università degli Studi della Basilicata al Prof. Marcos Mauricio Cordoba per il prezioso contributo alla realizzazione e successo del Convegno “Ambiente, COVID-19 e long-COVID-19: Approccio Interdisciplinare per l’analisi delle ricadute su Salute, Organizzazione del Lavoro, Sistema Socio-Giuridico-Economico” e per il suo spessore culturale: giurista ed accademico di ampio respiro, teso a perorare lo scambio dei saperi in Argentina ed Italia con la teoria della solidarietà. Potenza, 10 Ottobre 2023.
- “Illustre Visitatore” del Partito Pilar, dichiarato con Decreto n. 1140-13, del Sindaco Municipale, Fascicolo n. 4699/13, del 24 aprile 2013, in occasione della partecipazione al Convegno “Nuove forme di famiglia e come il diritto risponde alla crisi” e in virtù del suo background accademico e dottrinale.
- “Ospite d’onore” del Partito Carlos Casares - Provincia di Buenos Aires. Con la Risoluzione 57/2024, il Sindaco comunale delibera di nominare il Dott. Marcos Mauricio Córdoba come “Ospite d’onore”, nell’ambito della sua conferenza sui diritti agrari nella suddetta località il 29 novembre 2024.

## Principali pubblicazioni
- Direttore e coautore del “Tratado de la Buena Fe en el Derecho”, opera di novanta autori, compreso Guido Alpa, Cesare Massimo Bianca, Giovanni Iudica, De Trazegnies Granda, De Ángel Yagües tra gli altri. La Ley. Aprile 2004. Tomo 1° ISBN 987-03-0314-5. Tomo 2° ISBN 987-03-0338-2.[43]
- Direttore e coautore del “Tratado de la Buena Fe en el Derecho. Evolución del Principio” opera di novanta autori, compreso Giuseppe Conte, Alessio Zaccaria, Emanuele Lucchini Guastalla, Guido Alpa, Cesare Massimo Bianca, Stefano Troiano, Giovanni Iudica, Ubaldo Perfetti, Carlo Granelli, tra gli altri. Ed. Universidad Abierta Interamericana, Buenos Aires, 2019. ISBN 978-987-4023-67-4.
- “Influencia y recepción de soluciones europeas en el Código Civil y Comercial argentino”, Jus Civile, G. Giappichelli Editore s.r.l., Messina, Italia, agosto 2016, pp. 320-331.[44]
- “Código Civil y Comercial de la Nación Argentina”, Jus Civile, G. Giappichelli Editore s.r.l., Messina, Italia, novembre 2015, pp. 616-623.[45]
- “Influencia del derecho de Italia en la interpretación actual del derecho de Argentina”, Jus Civile, G. Giappichelli Editore s.r.l., Messina, Italia, agosto 2013, pp. 472-492.[46]
- "Il diritto italiano nell' Argentina". Seminari di aggiornamento professionale (2007-2009). Consiglio Nazionale Forense, Revista N° 29, Nápoli, Italia, Edizioni Scientifiche Italiane, 2009, pp. 85/91.
- “Seguridad Jurídica”. Editoriale Giuffre. Milano. Italia. 2006.
- “La Influencia de la Perspectiva Europea e Indiana para el Derecho Privado Argentino”. Editoriale Giuffre. Milano. Italia. 2006.
- “Sucesiones”, Ed. Eudeba y Rubinzal Culzoni Editores, Buenos Aires, Giugno 2016. ISBN 978-950-23-2590-3.
- Coordinatore di “COVID-19 Ambiente, salute e diritti umani. Il virus che ha tolto il respiro alla terra”, Ideato e Curato da Irene Coppola é Lucila Inés Córdoba, Editoriale Scientifica s.r.l., Napoli, 2020. ISBN 978-88-9391-972-2.
- Coordinatore di “Crisi pandemica e suo impatto sul systemic socio-giuridico-economico e culturale delle nazioni”, ideato e curato da Irene Coppola e Lucila Inés Córdoba, Editoriale Scientifica s.r.l., Napoli, ottobre 2022. ISBN 979-12-5976- 420-1. [47]
- Direttore e coautore del “Tratado de la Buena Fe y la Solidaridad Jurídica”, opera in tre volumi con 69 autori in rappresentanza di 43 università di 11 paesi. Buenos Aires, 2023.

## Conferenze
- “Recepción de las ideas jurídicas italianas en el Código Civil y Comercial de la Argentina”, Máster universitario di ii livello in diritto privato europeo dottorato di ricerca in autonomia privata, impresa, lavoro e tutela dei diritti nella prospettiva europea e intern Università degli Studi di Roma "La Sapienza", Italia, 31 maggio 2019.[48]
- Seminario della Scuola del Consiglio superiore della magistratura, Roma, Italia, 9 maggio 2017.
- “V Congreso Giuridico-Forense Per L’Aggiornamento Professionale”, insieme con i professori Guido Alpa, Fernando De La Rúa (Presidente de la Republica Argentina), Angelo Falzea, Giovanni Iudica, Angelino Alfano (Ministro de Justicia de Italia), Rodolfo Sacco, Adolfo Di Majo, Pietro Perlingieri, Salvatore Mazzamuto, tra gli altri. Complesso Monumentale di Santo Spirito in Sassia. Roma, 11, 12-13 marzo 2010.[49]
- “Conferenza dei Presidenti delle Avvocature del Mediterraneo. La Evolución del Derecho Contractual Europeo”. Unico espositore invitato rappresentante di un paese non appartenenti al bacino del Mediterraneo. Lipari (Messina-Italia) 2/5 ottobre 2008.
- “Il diritto contrattuale dell`America Latina e il modello giuridico Italiano” alla quale hanno partecipato anche i professori accademici Guido Alpa, Sandro Schipani y Cesare Massimo Bianca. Consiglio Nazionale Forense. Roma. Italia. 9 novembre 2006.
- Convengo “Towards a CCBE view on European Contract Law” tenutosi I giorno. Roma. Italia. 10-11 novembre 2006.
- “Le Prospettive del Diritto Privato” Consiglio Nazionale Forense presso Ministero della Giustizia de Italia. Roma 29 novembre 2007.
- “Giurisdizioni di Legittimitá e Regole di Accesso Nell'Esperienza Europea di Roma”, Consiglio Nazionale Forense presso il Ministero della Giustizia de Italia. Roma, 5 marzo 2010.
- “Interpretazione del Contratto nei sistemi Latino-Americani”, insieme con i professori Giovanni Iudica y Emanuele Lucchini Guastalla- “Ambito del Corso de Diritto civile”, Universidad Bocconi, Milán. 9 marzo 2010.
- “La Tutela della Persona nei Sistemi Sudamericani”. Università degli Studi di Pavia. 21 maggio 2012.
- “La Tutela della Persona nei Sistemi Sudamericani”. Universidad de Bocconi. Milano, 22 maggio 2012.
- Convegno Internazionale di Studi -Privacy e Autonomia Privata- sulla “Diversidad de modelos familiares”. Facolta di Giurisprudenza. Università degli Studi di Verona. Verona, 24 maggio 2012.
- “Reglas de Interpretación del Contrato en América Latina”, nel “Primo Convegno Internazionale di Studi di Diritto Italo-Americano”. Facolta di Giurisprudenza. Università degli Studi di Modena e Reggio Emilia. Modena, 25 maggio 2012.
- “Privacy ed autonomia privata: esperienze a confronto”. Università degli Studi di Trieste. 28-29 maggio 2012.
- Il Nuovo Codice Civile Argentino, “Introducción general a la influencia europea en el nuevo Código argentino”. Università degli Studi di Macerata, Italia, 6 maggio 2016.
- Il Nuovo Codice Civile Argentino, “Influenza e recezione delle soluzioni europee nel nuovo Código Civil Argentino”, Università degli Studi di Pavia, Italia, 9 maggio 2016.
- Il Nuovo Codice Civile Argentino, “Influenza e recezione delle soluzioni europee nel nuovo Código Civil Argentino” e “La protección de las uniones civiles”, Università degli Studi di Trieste, 11 maggio 2016.
- Il Nuovo Código Civil y Comercial de la Nación Argentina, Modelli di condificazione del diritto divile nel confrontato tra Italia e Argentina, “I matrimoni e le unión civili, senza diversitá sessuale, convevenxza solidale”, Università degli Studi di Verona, 17 maggio 2016.
- “Presentación del Código Civil y comercial de la República Argentina -  fuentes y objetivos”, Máster in Diritto Privato europeo, diretto da Guido Alpa. Università degli Studi di Roma "La Sapienza", 21 maggio 2016.
- “Las nuevas tareas del derecho sucesorio” en “La riforma dei codici civili. L’esperienza argentina”, Università degli Studi di Firenze, Italia, 2 maggio 2018.[50]
- Conferenza di apertura della “XXXII Jornada Diálogo entre juristas: El in-genio italiano y su influencia actual en el derecho privado de Latinoamérica”, con il Signore Giuseppe Manzo, Ambasciatore della Repubblica italiana in Argentina, organizzato dalla legislatura della Città Autónoma di Buenos Aires. 13 maggio 2019.[51][52]
- “La conflictividad de las nuevas formas de Familia”, Università degli Studi di Macerata, Italia, 3 giugno 2019.[53]
- “In-genio italiano, la influencia del Derecho Italiano en el Derecho Argentino”, Ambasciata d'Italia in Argentina, Asociación de Magistrados y Funcionarios de la Justicia Nacional. 4-5 settembre 2019.[54]
- Convegno Internazionale “Autonomia e responsabilità nella gestione delle crisi: quali modelli nazionali, europei e internazionali?” organizzato por la Università degli Studi di Cagliari, Italia, 1-3 ottobre 2019.
- “Diritto delle successioni e tecnologia” al Colloquio Scientifico Internazionale – Croazia – Italia – Argentina “Diritto private e tecnologia”, organizzato dall’Università degli Studi di Verona, Italia. 11 giugno 2021. [55]
- “Diritto successorio, invecchiamento della popolazione e nuove famiglie”, Conferenza “Famiglia e successioni in cambiamento”, organizzato dall’Università degli Studi di Verona,  e dall’Accademia Internazionale di Diritto delle Successioni. 4 novembre 2021. [56]
- “Autonomía privata e nuove esigenze social”, nel Seminario organizzato dalle Università degli Studi di Pavia e Università commerciale Luigi Bocconi. Milano. 5 novembre 2021.
- Membro del Comitato Scientifico e Presidente della prima sessione del Primo Congresso Internazionale di Diritto di Famiglia e delle Successioni “Nuovi paradigmi di filiazione”, organizzato dall’Università degli Studi di Roma "La Sapienza", 19 e 20 ottobre 2022. [57]
- Presidente della prima sessione del II Seminario Internazionale “Personae e Res. Sistema romano e odierni diritti”, organizzato dall'Università degli Studi di Roma Tor Vergata, 26 e 27 ottobre 2022.
- Relatore alla presentazione di “Pactum. Rivista di diritto dei contratti” in “Il Diritto vivirte tra legge e giurisprudenza”, seminario per la formazione continua degli avvocati in convenzione tra l'Ordine degli Avvocati di Verona e l'Università degli Studi di Verona, 28 e 29 ottobre 2022. [58]
- Convegno: “Ambiente, COVID-19 e long COVID-19: Approccio Interdisciplinare per l'analisi delle ricadute su Salute, Organizzazione del Lavoro, Sistema Socio-Giuridico-Economico”. Università degli Studi della Basilicata. 10 ottobre 2023. [59]
- “Il dovere di solidarietà costituzionale italiano come ragione e spinta della trasformazione del Diritto Successorio Argentino, presente e futuro”, al Congresso Internazionale: “Influenza del diritto Italiano sul diritto americano”. Università degli Studi di Salerno. 12 ottobre 2023. [60]
- “Tareas pendientes del Derecho de Sucesiones”, nel Dottorato di ricerca in autonomia privata, stampati, lavoro e tutela dei diritti nella prospettiva immobiliare europea e internazionale e radici del diritto privato europeo. Università degli Studi di Roma “La Sapienza”. 18 ottobre 2023. [61]
- “El proceso legislativo de unificación de códigos del derecho privado. Las tareas pendientes”, al Congresso “La codificazione argentina: l'influenza europea e soprattutto italiana”. Università degli Studi di Roma Tor Vergata. 19 ottobre 2023. [62]
- “Il nuovo Codice civile e commerciale argentino e l’influenza della scienza giuridica italiana”. Seminario nell’ambito del “Dottorato di ricerca in Diritto dell’Unione Europa e Ordinamenti Nazionali”. Università degli Studi di Ferrara. 7 novembre 2023.[63]
- "Il principio di efficacia nel pensiero di Cesare Massimo Bianca", tenutosi presso la Camera dei deputati (Italia) e organizzato da Università degli Studi di Roma "La Sapienza". 29 ottobre 2024.[64]

## Incarichi accademici
- Presidente dell'Accademia Internazionale di Diritto delle Successioni (2019-2021).[65]
- Direttore dell'Istituto di diritto di famiglia dell'Ordine degli avvocati della capitale federale. Consiglio di amministrazione 17 luglio 2008.[66]
- Direttore e fondatore del "Seminario permanente sulla ricerca sui diritti umani, la famiglia e le successioni" dell'Istituto di ricerca giuridica e sociale "Ambrosio L. Gioja" dell'Università di Buenos Aires. Il 16 luglio 2015, il Legislativo della Città Autonoma di Buenos Aires lo ha dichiarato di "Interesse Educativo della Città Autonoma di Buenos Aires". Risoluzione 145/2015.[67]
- Direttore Revista de Derecho de Familia, Sucesiones y Persona Humana, pubblicato da Thomson Reuters-La Ley.
- Direttore Revista "Internacionalización del Derecho". Pubblicazione con doppio arbitrato internazionale. Editoriale Thomson Reuters-La Ley, Buenos Aires, dal 2022.
- Ambasciatore della Facoltà di Scienze Giuridiche e Sociali dell'Università Nazionale del Litorale. 27 settembre 2023. Delibera n. 822-23 del Consiglio di Amministrazione.
- Membro del "Comitato Scientifico" della Revista “Jus Civile”, Messina, Italia. Gennaio 2013.[68]
- Membro del “Comitato Scientifico” di “Pactum. Rivista di diritto dei contratti”. Pacini giuridica. Dal 16/12/2021 [69]

## Ricerca scientifica istituzionale
- Direttore del Progetto "Ricerca dalla creazione di principi e norme tendenti a coadiuvare all'effettivo adempimento dei doveri di assistenza", Universidad de Buenos Aires (2008-2010).[70]
- Direttore del Progetto “Ricerca da definire e sviluppare principi e norme tendenti a regolare i patti d’unioni di convivenza solidale", Universidad de Buenos Aires (2011-2014).[71]
- Direttore del Progetto “Ricerca tendente al riconoscimento della solidarietà come principio generale del diritto", Universidad de Buenos Aires (2014-2017).[72][73]
- Direttore del Progetto di ricerca “La trascendenza economica del principio della solidarietà”, Universidad de Buenos Aires (2018-2020).[74]